# Rautenstrauch-Joest-Museum
Das Rautenstrauch-Joest-Museum – Kulturen der Welt ist das ethnologische Museum Kölns. Es ist das einzige städtische ethnologische Museum in Nordrhein-Westfalen und liegt in der Kölner Innenstadt.
Am 22. Oktober 2010 fand die Neueröffnung des Museums im Kulturquartier am Neumarkt statt. Museumsdirektorin ist seit dem 1. Januar 2019 Nanette Jacomijn Snoep.

## Geschichte der Museumsgebäude

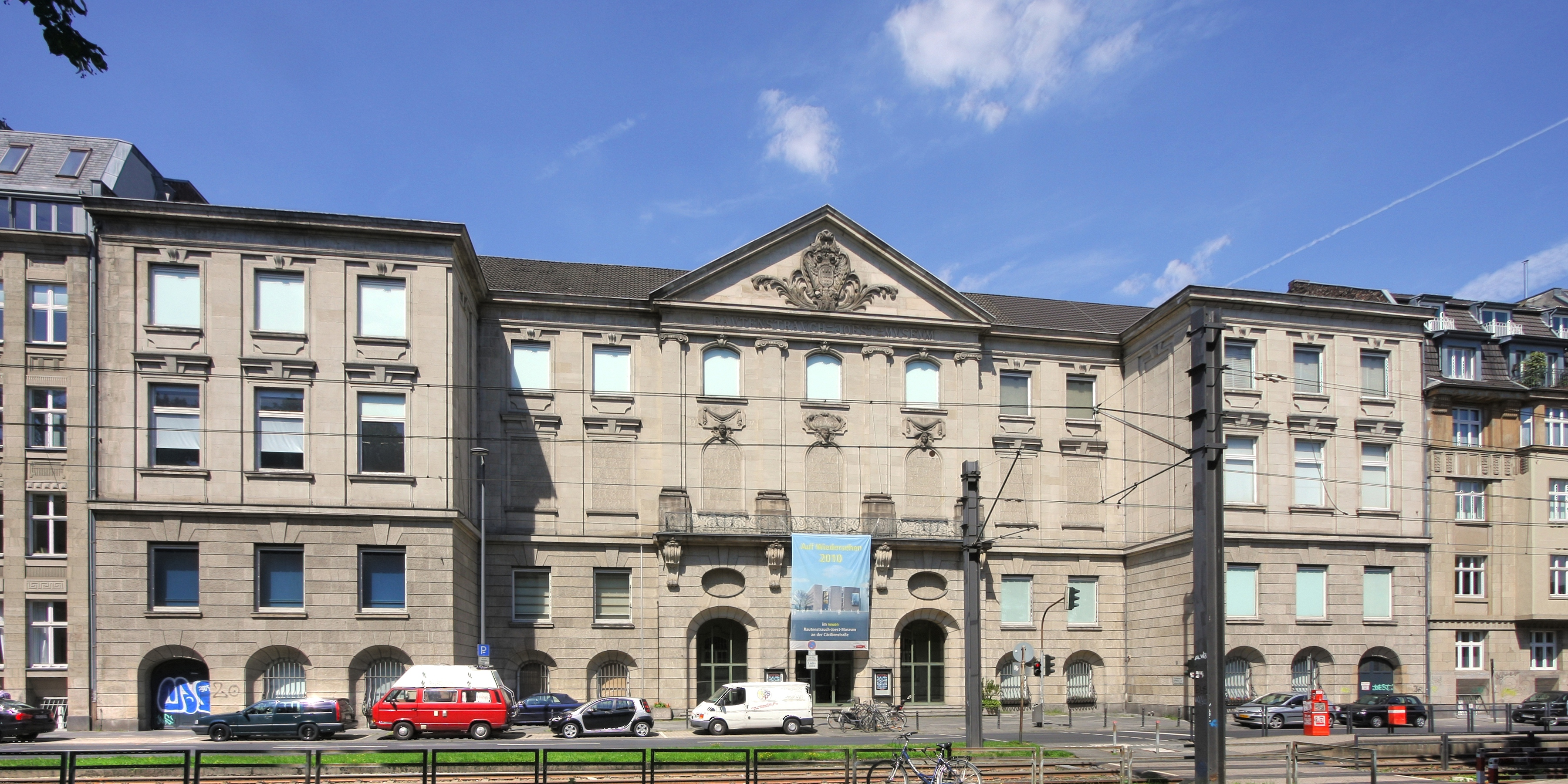
In diesem Gründerzeitbau am Ubierring war das Museum bis 2010 untergebracht. (Foto: 2010)

Das Museum befand sich am Ubierring in einem Gründerzeitgebäude, das im Zweiten Weltkrieg durch zwei Bombentreffer teilzerstört wurde. Mehrfach hat Hochwasser die Depots des Museums überschwemmt.
2002 begannen mit dem Abriss der Josef-Haubrich-Kunsthalle die Bauarbeiten für ein neues Museumsgebäude nach Plänen des Braunschweiger Architekturbüros Schneider + Sendelbach. Verschiedene Baustopps und Planänderungen infolge der Finanzlage der Stadt Köln verzögerten mehrfach die Fertigstellung.
Am 22. Oktober 2010 wurde das Museum im neu erbauten Kulturquartier am Neumarkt wieder eröffnet.
In diesem befindet sich auch der neue Eingang zum benachbarten Museum Schnütgen. Beide Gebäude sind mit einem ebenfalls neu erbauten Durchgang verbunden, der gleichzeitig der Präsentation mittelalterlicher Glasfenster dient. Ein Veranstaltungssaal im Erdgeschoss des Kulturquartiers wird von beiden Museen sowie der VHS genutzt. Der Museumsshop, die Information, die Kasse und die Garderobe werden ebenfalls gemeinsam genutzt.

## Geschichte der Sammlungen

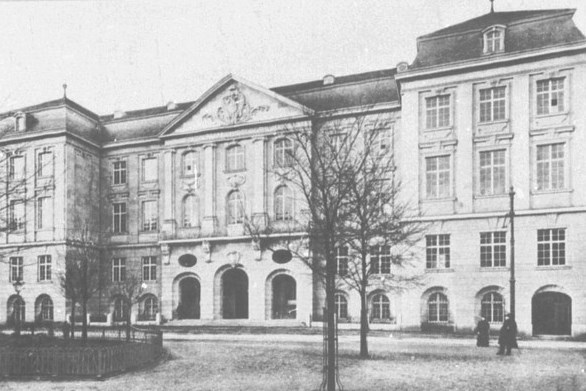
Rautenstrauch-Joest-Museum – Ubierring 45 (um 1910)

Das Museum besitzt eine der zehn größten und bedeutendsten ethnografischen Sammlungen Deutschlands. Die Sammlungen umfassen mehr als 65.000 Objekte aus Ozeanien, Afrika, Asien und Amerika. Das Museum verfügt über eine umfassende Kamerun-Sammlung. Von den ursprünglich 3344 Inventarnummern gehörten noch 3164 zum Bestand im Jahr 2023.
Den Grundstock der Sammlung bildet der Nachlass des Kölner Geografen und Völkerkundlers Wilhelm Joest (1852–1897). Zwei Jahre nach Joests frühem Tod auf einer Forschungsreise schenkte seine Schwester Adele Rautenstrauch gemeinsam mit ihrem Mann, dem Kaufmann Eugen von Rautenstrauch, die 3.400 Objekte umfassende Sammlung ihres Bruders der Stadt Köln. Sie förderte außerdem nach dem Tode ihres Mannes mit einer Spende von 250.000 Mark die Errichtung des Museums am Ubierring 45, das nach Plänen von Erwin Crones am 12. November 1906 eröffnet wurde.
Am Ende des Ersten Weltkriegs, als die Engländer Köln besetzt hatten, funktionierten sie das Bauwerk zu einem Lazarett um, wodurch die eigentlichen Exponate bedroht waren.
Das Museumsgebäude wurde nach einem Bombentreffer am 28. Februar 1945 geschlossen und erst am 7. Juli 1967 wiedereröffnet. Nach Umzug in das neu erbaute Kulturquartier an der Cäcilienstraße wurde das Museum am 22. Oktober 2010 wiedereröffnet.
Eine wichtige Erweiterung der Sammlung seit dem Zweiten Weltkrieg war der Erwerb der Sammlung ozeanischer und afrikanischer Kunst des Düsseldorfer Künstlers Klaus Clausmeyer 1966 durch die Stadt Köln. Ebenfalls zur Sammlung beigetragen haben der Kölner Bankierssohn Max von Oppenheim und in neuerer Zeit Irene und Peter Ludwig sowie Hans Wilhelm Siegel.

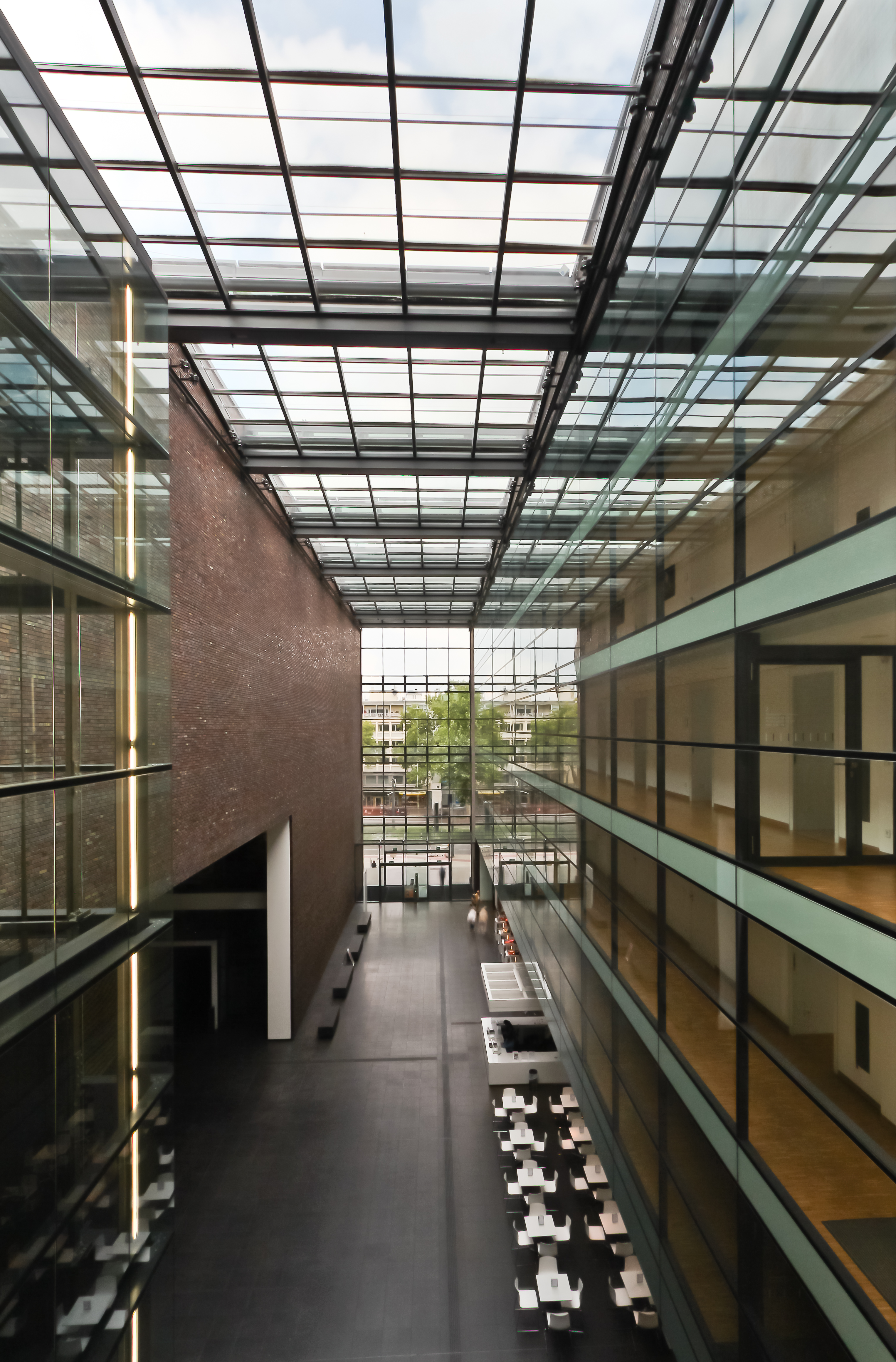
Eingangshalle, im September 2011

Im Jahr 2018 wurde aufgrund eines Beschlusses des Rats der Stadt Köln ein Maori-Schädel im Besitz des Museums an das Museum of New Zealand Te Papa Tongarewa zurückgegeben.
Mit der Neueröffnung 2010 wurde das Ausstellungskonzept von der klassischen Einteilung in geographische Großräume auf eine thematische Anordnung umgestellt. Unter dem Motto „Der Mensch in seinen Welten“ zeigt die Ausstellung in verschiedenen Abteilungen folgende Themen: Begegnung und Aneignung: Grenzüberschreitungen, Der verstellte Blick: Vorurteile, Die Welt in der Vitrine: Museum, Ansichtssachen?!: Kunst, Türen im Übergang, Lebensräume – Lebensformen: Wohnen, Der Körper als Bühne: Kleidung und Schmuck, Der inszenierte Abschied: Tod und Jenseits, Vielfalt des Glaubens: Religionen, ZwischenWelten: Rituale.

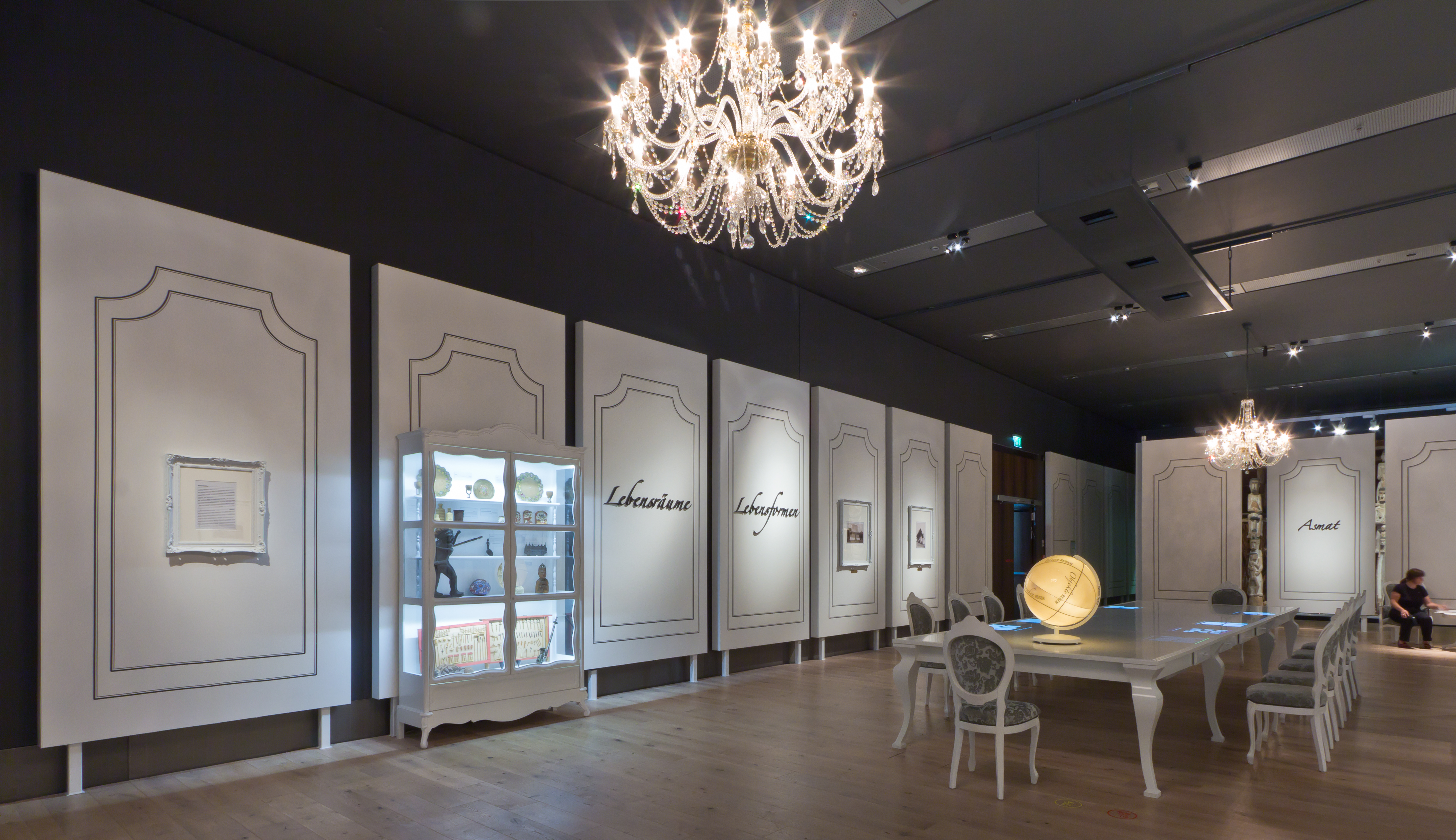
Lebensräume – Lebensformen
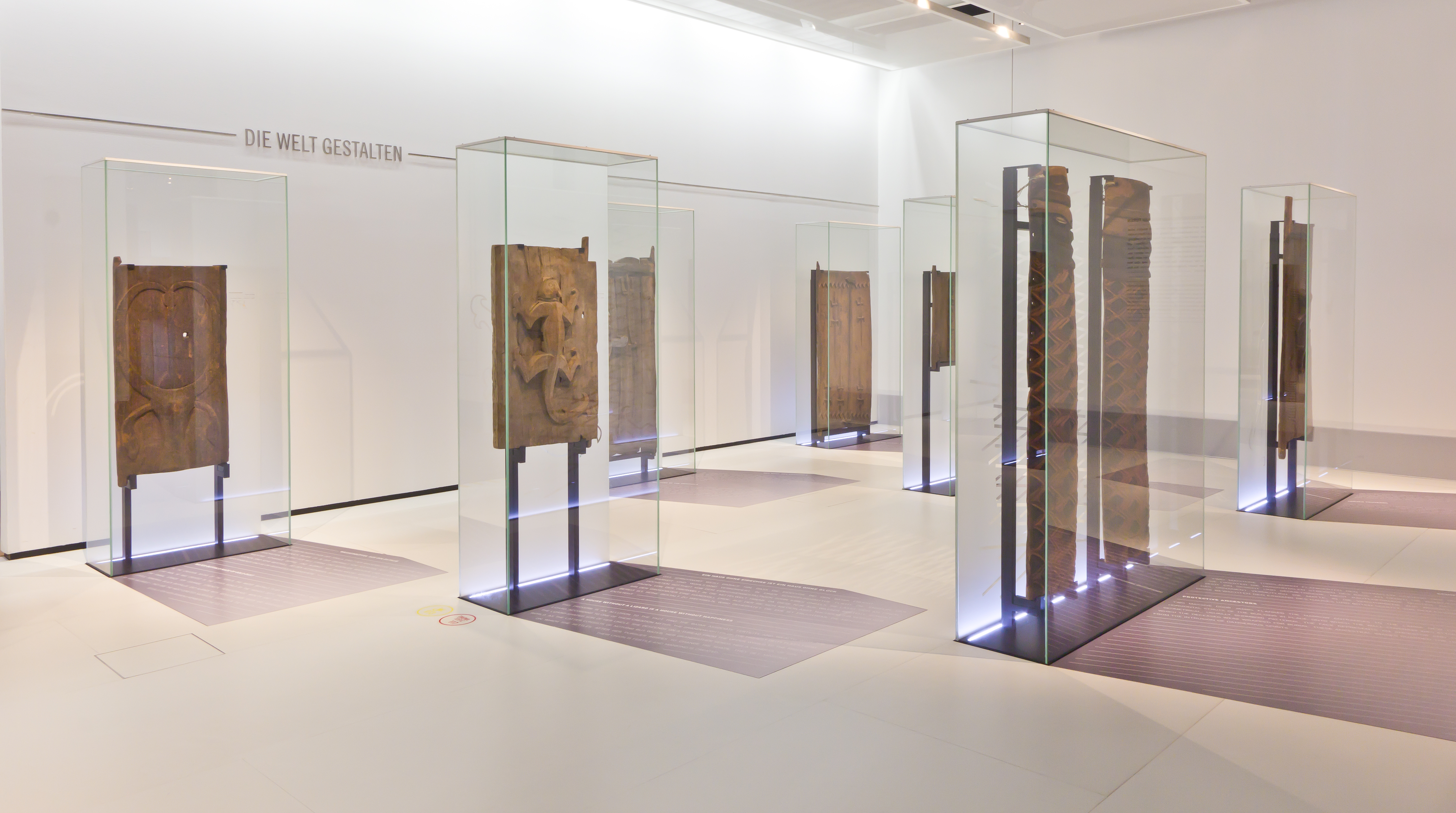
Die Welt gestalten
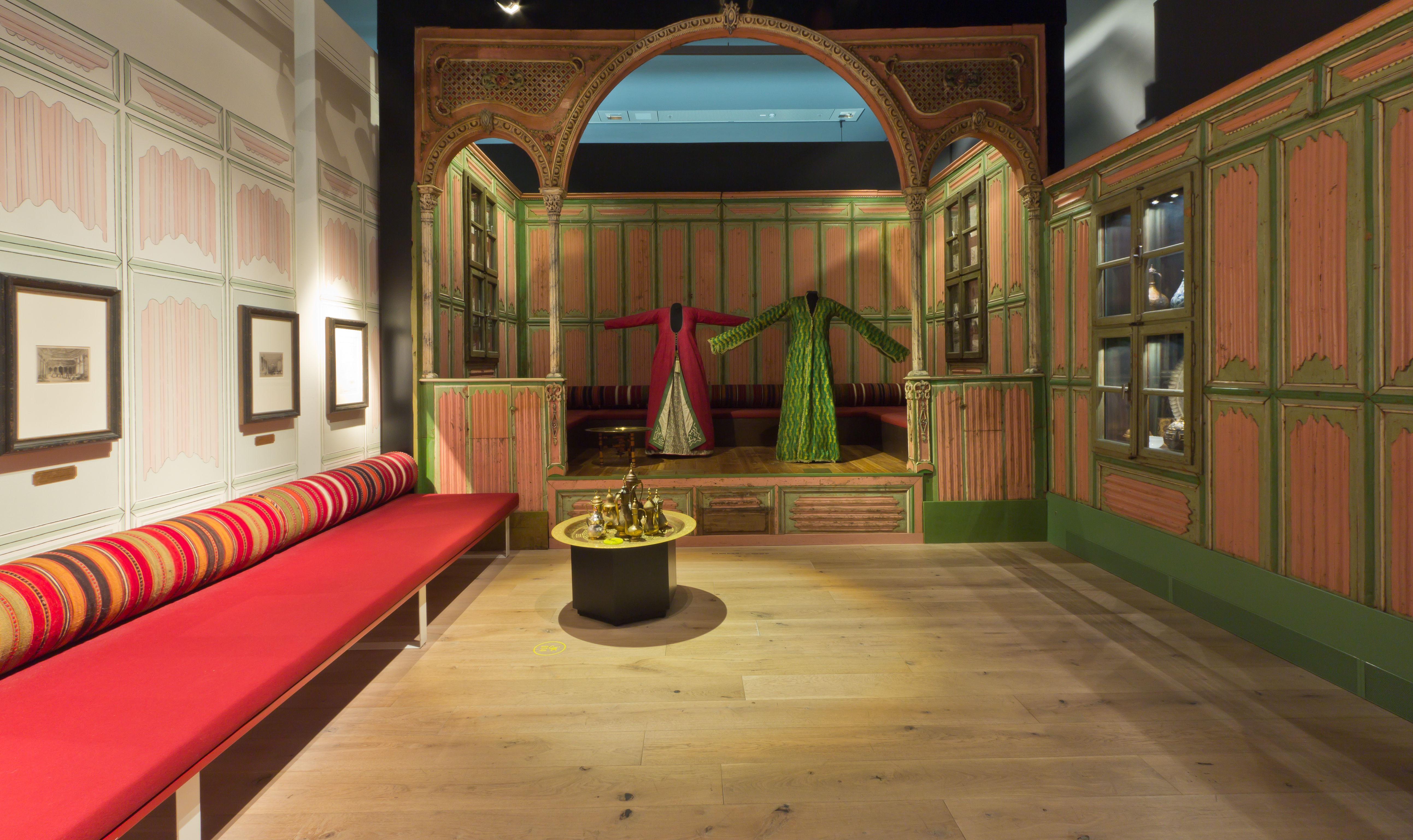
Türkei – Der Empfang von Gästen
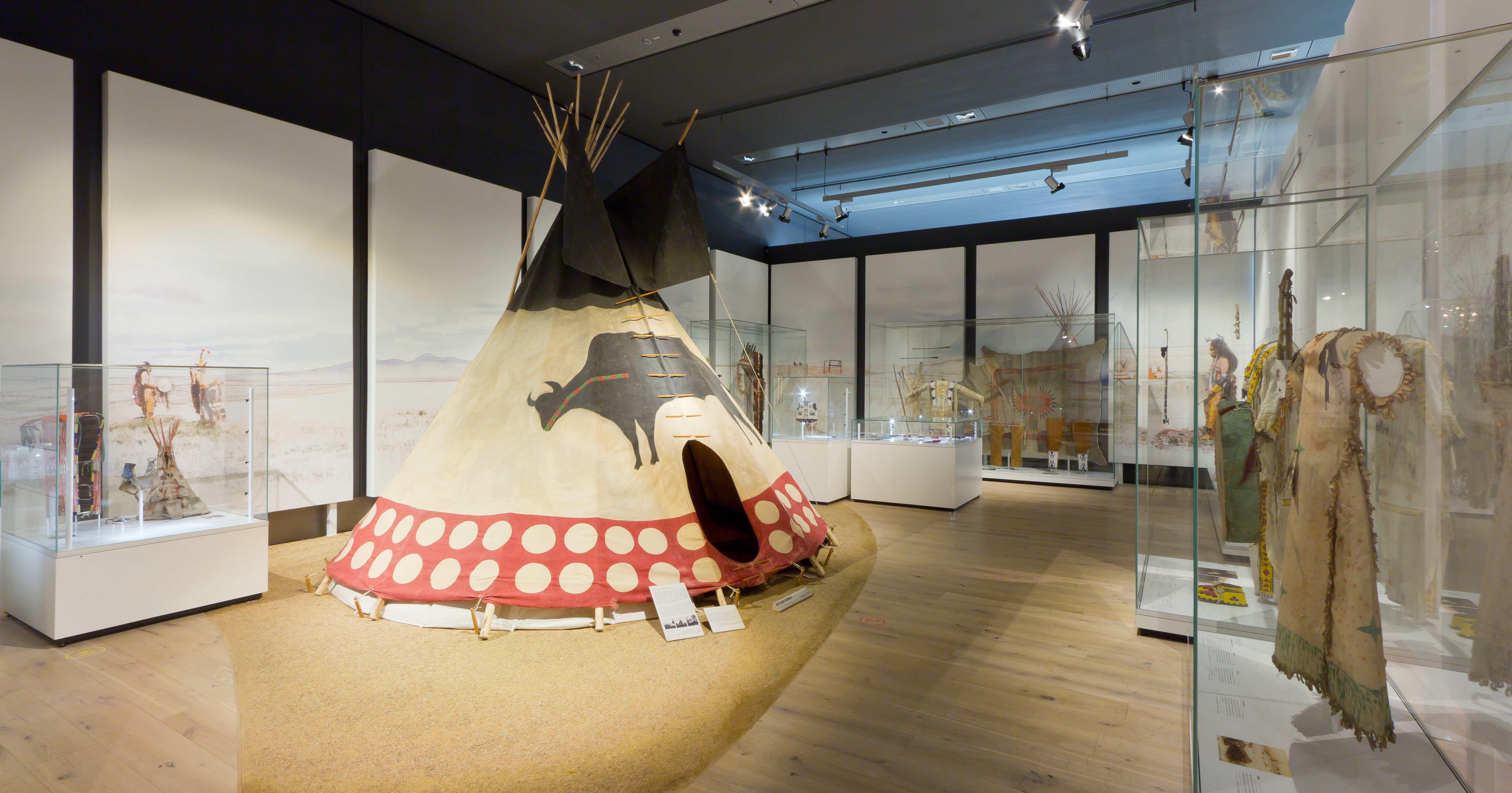
Plains – Zusammenleben der Generationen

Durch diesen Kulturen-vergleichenden Ansatz – unter Einbeziehung der europäischen Kultur – soll das gleichberechtigte Dasein und die Ebenbürtigkeit aller Kulturen betont werden. Die Auseinandersetzung mit fernen Kulturen soll dabei zur Reflexion und Relativierung der eigenen kulturellen Perspektive anregen.

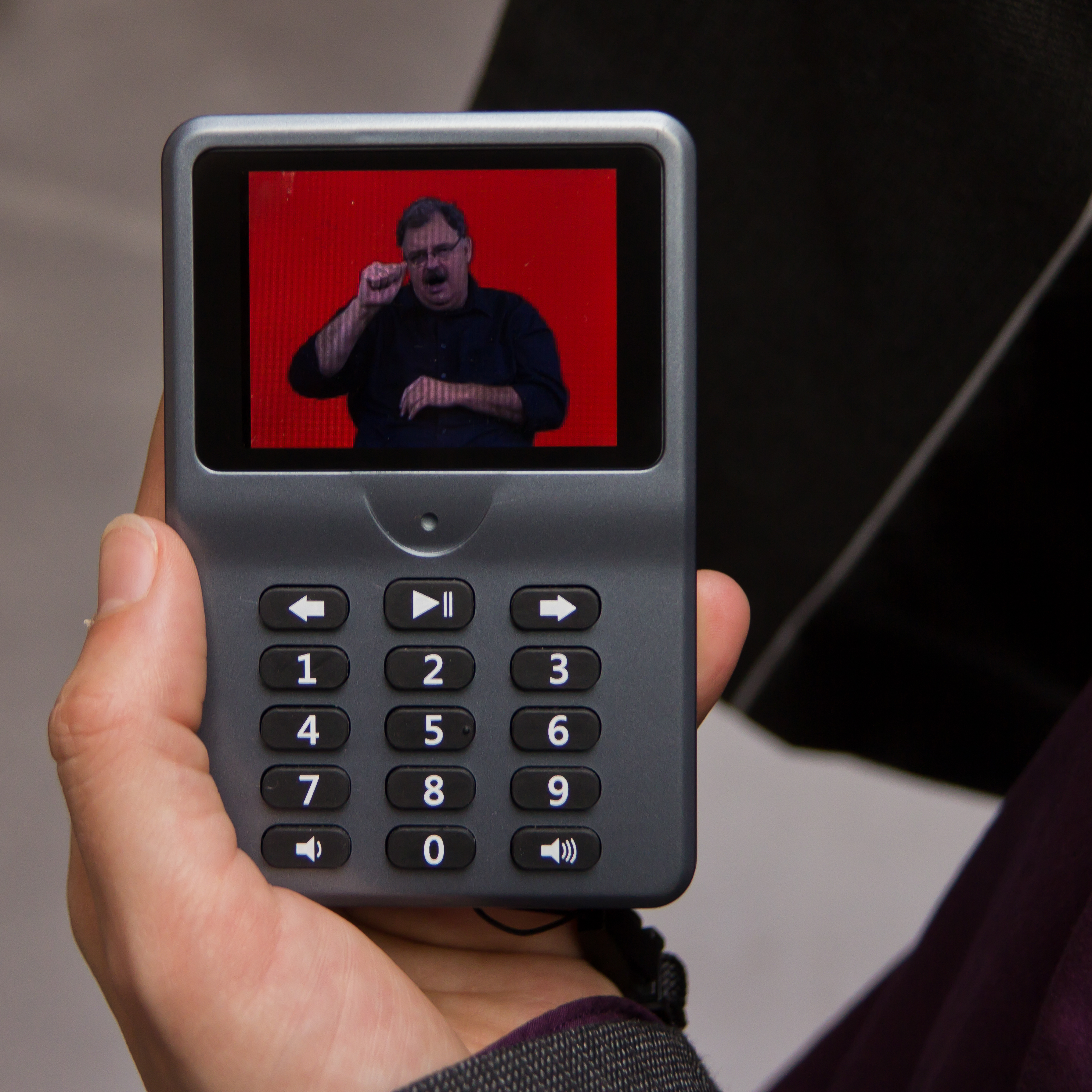
Videoguide

Seit November 2011 können gehörlose Besucher einen Videoguide erhalten, der sie durch die Dauerausstellung führt. Bereits an der Information werden sie auf einem Bildschirm mit einem Video in Gebärdensprache begrüßt und auf die Videoguides hingewiesen, die das Rautenstrauch-Joest-Museum als erstes Kölner Museum eingeführt hat.

## Ausstellungsobjekte (Auswahl)
Foyer

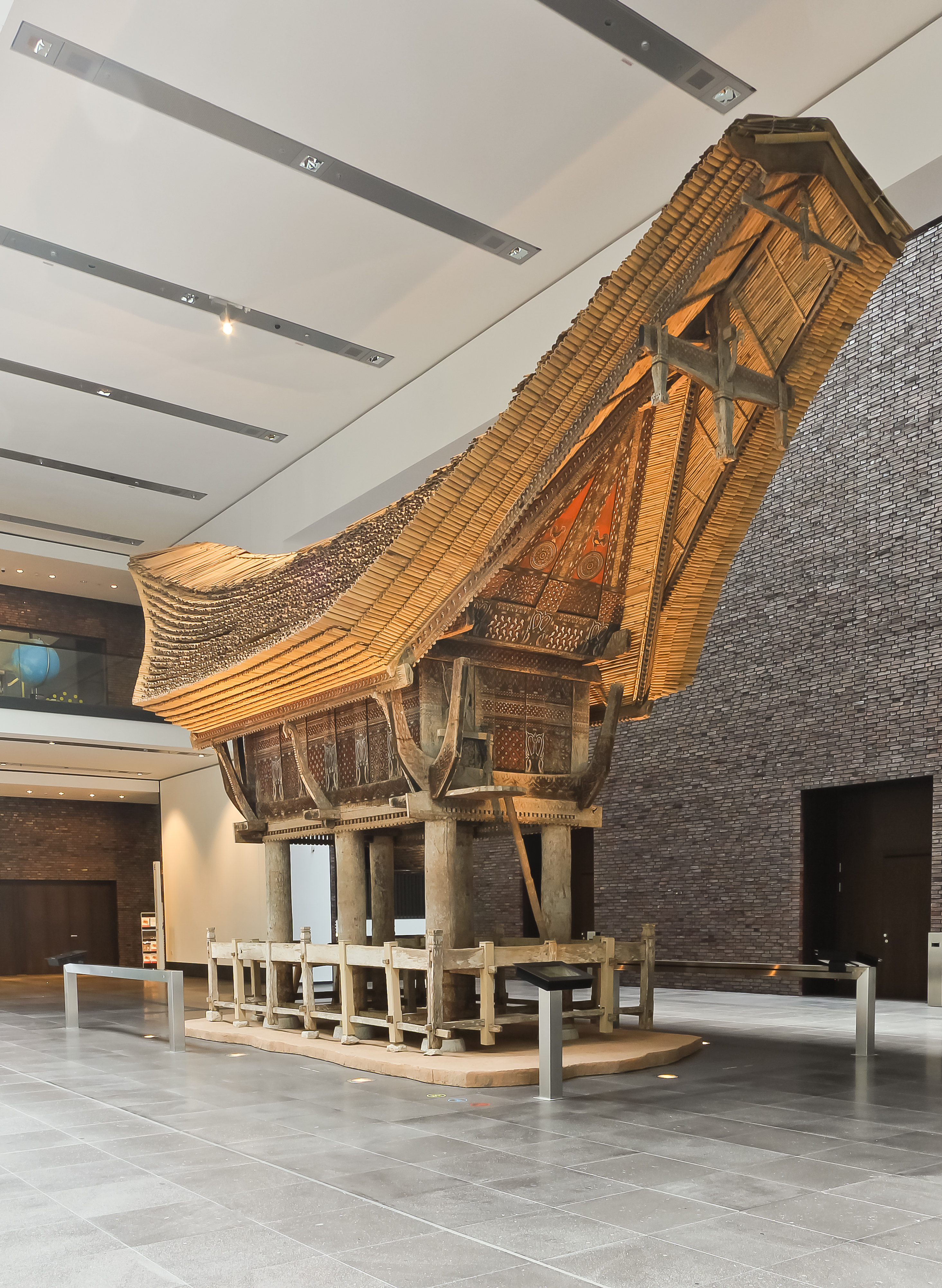
Reisspeicher (ca. 1935) aus Sulawesi, Indonesien im Foyer des Kulturquartieres

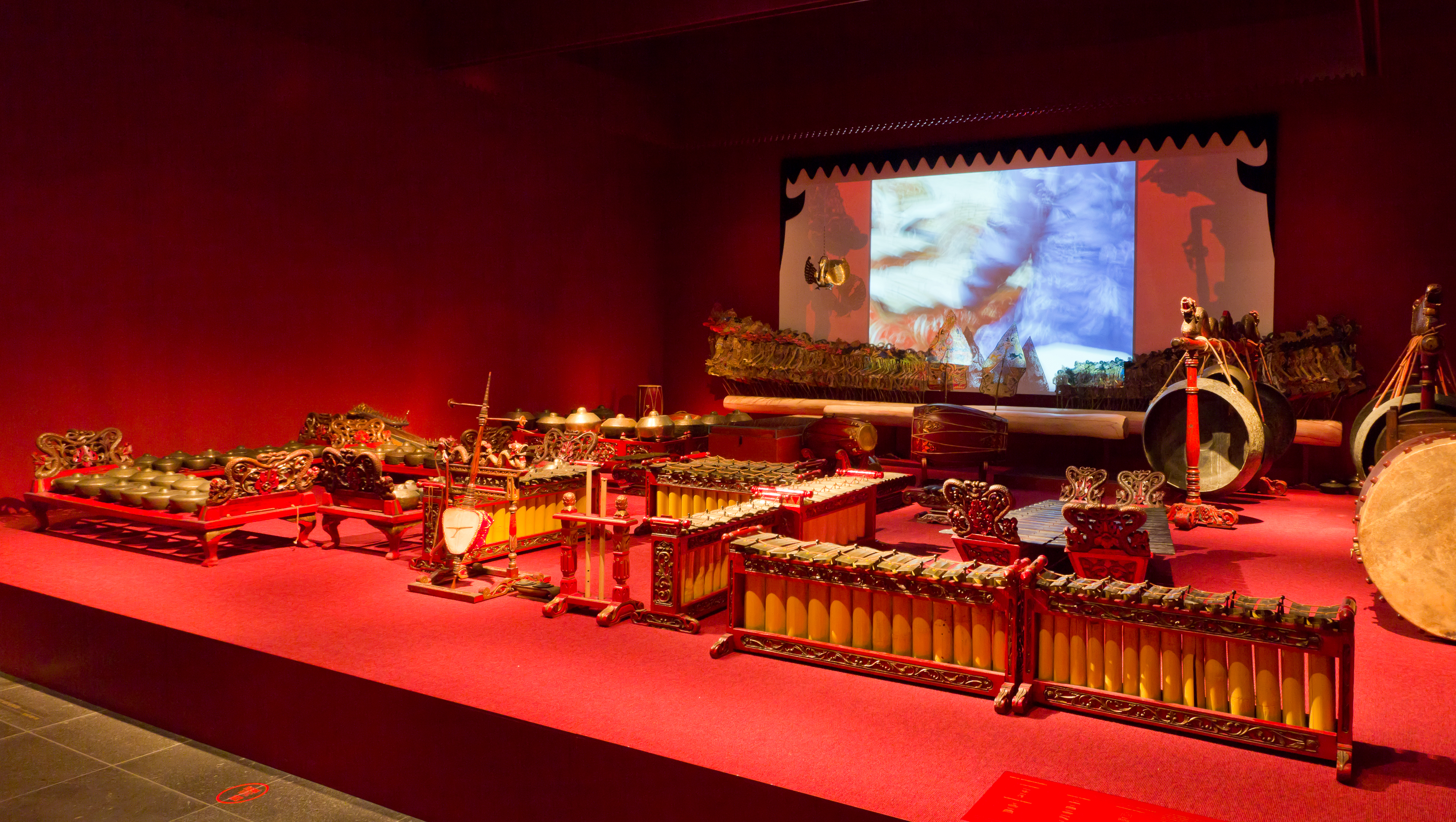
Gamelan Instrumentenensemble

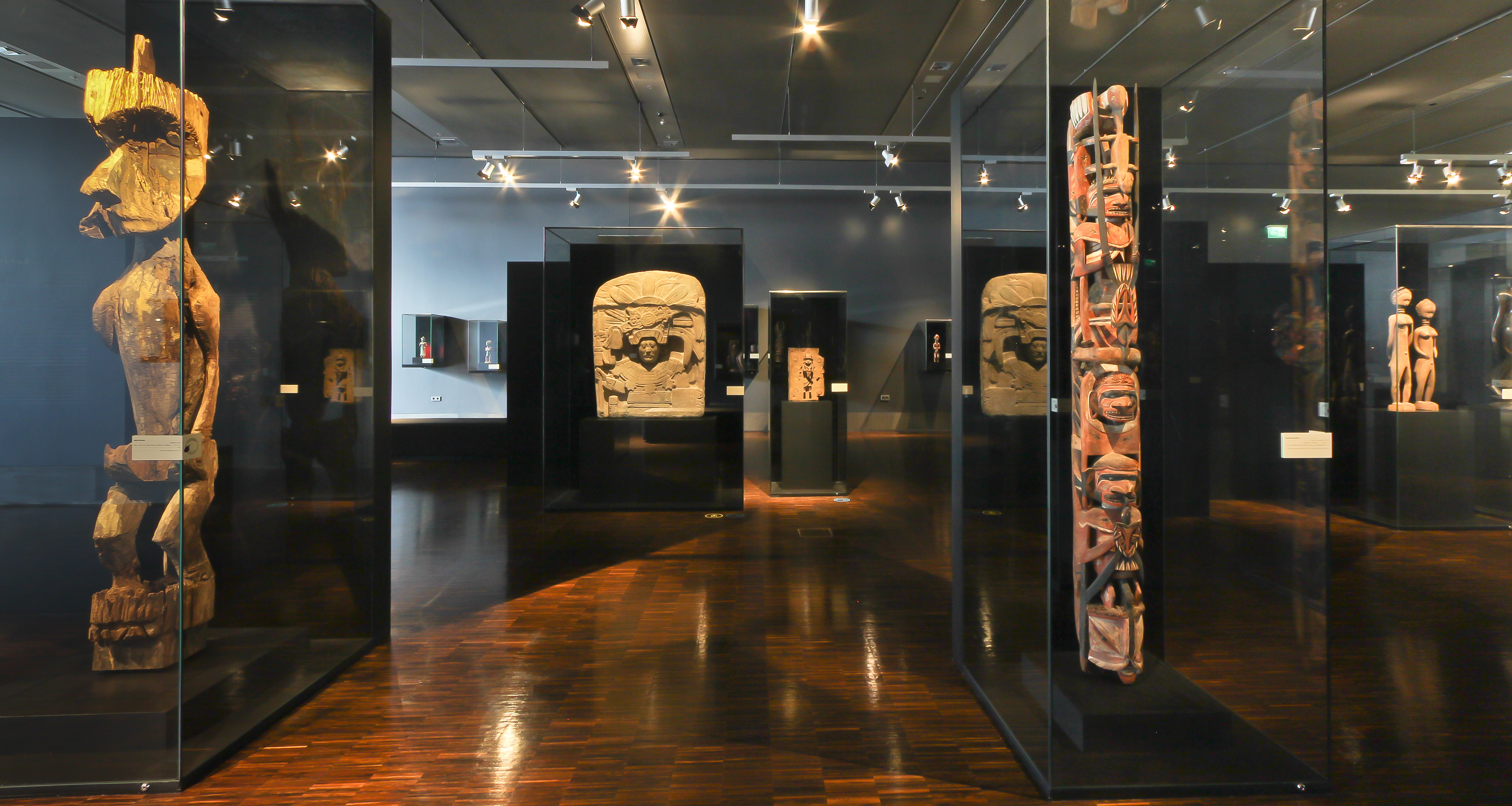
Thema des Raumes: Ansichtssachen?! Kunst

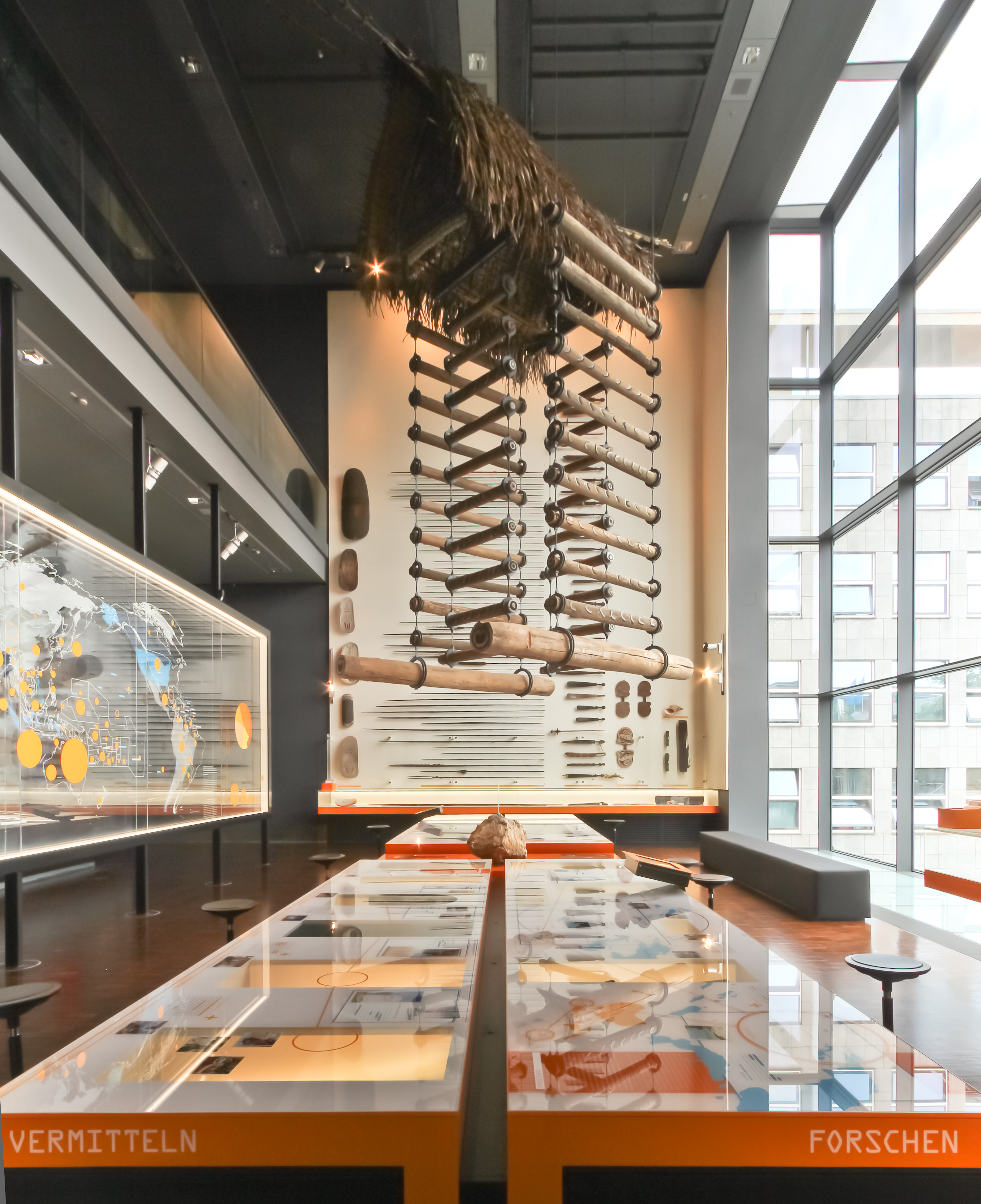
Thema des Raumes: Die Welt in der Vitrine: Museum

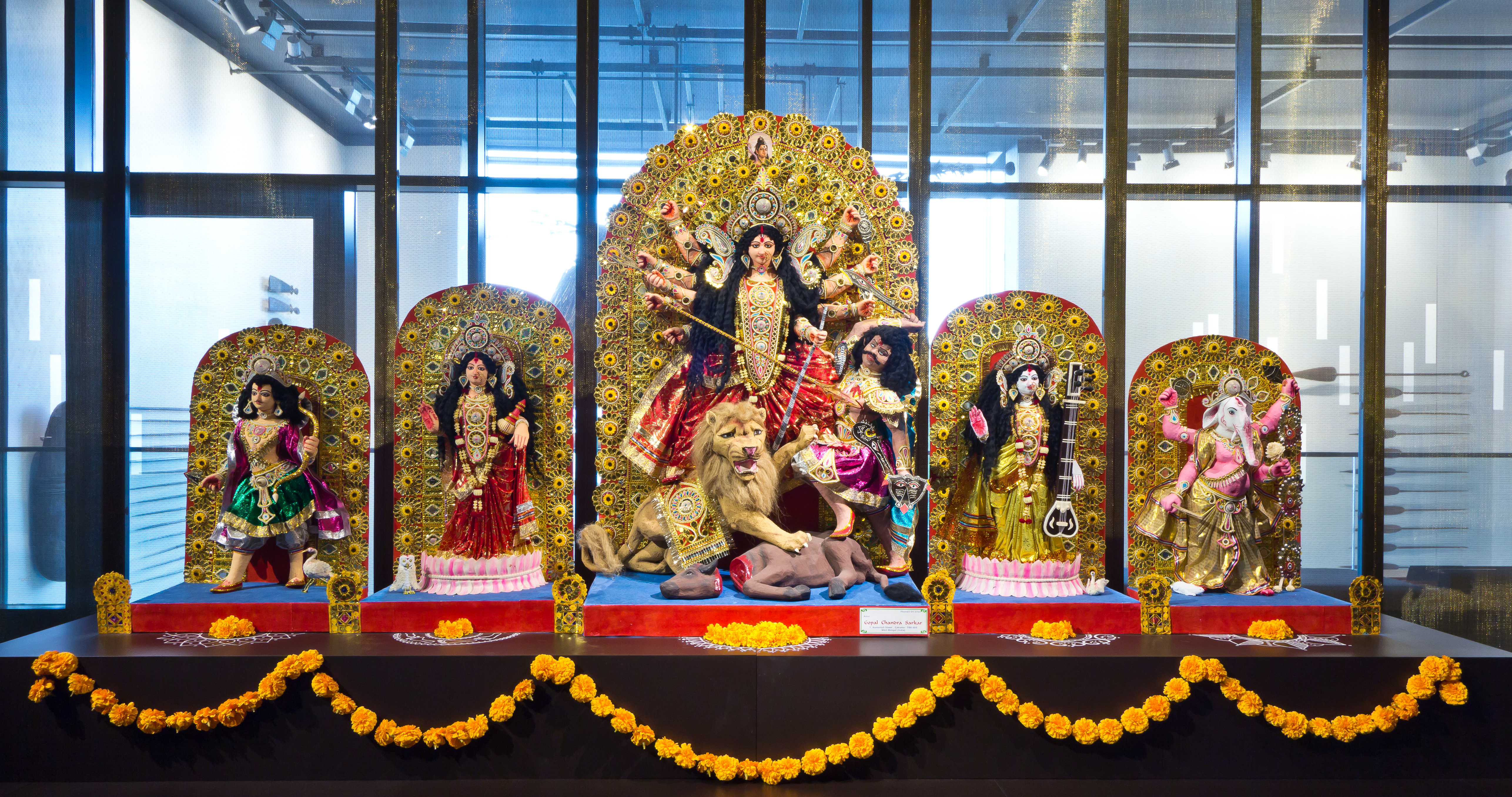
Ein Durga-Altar

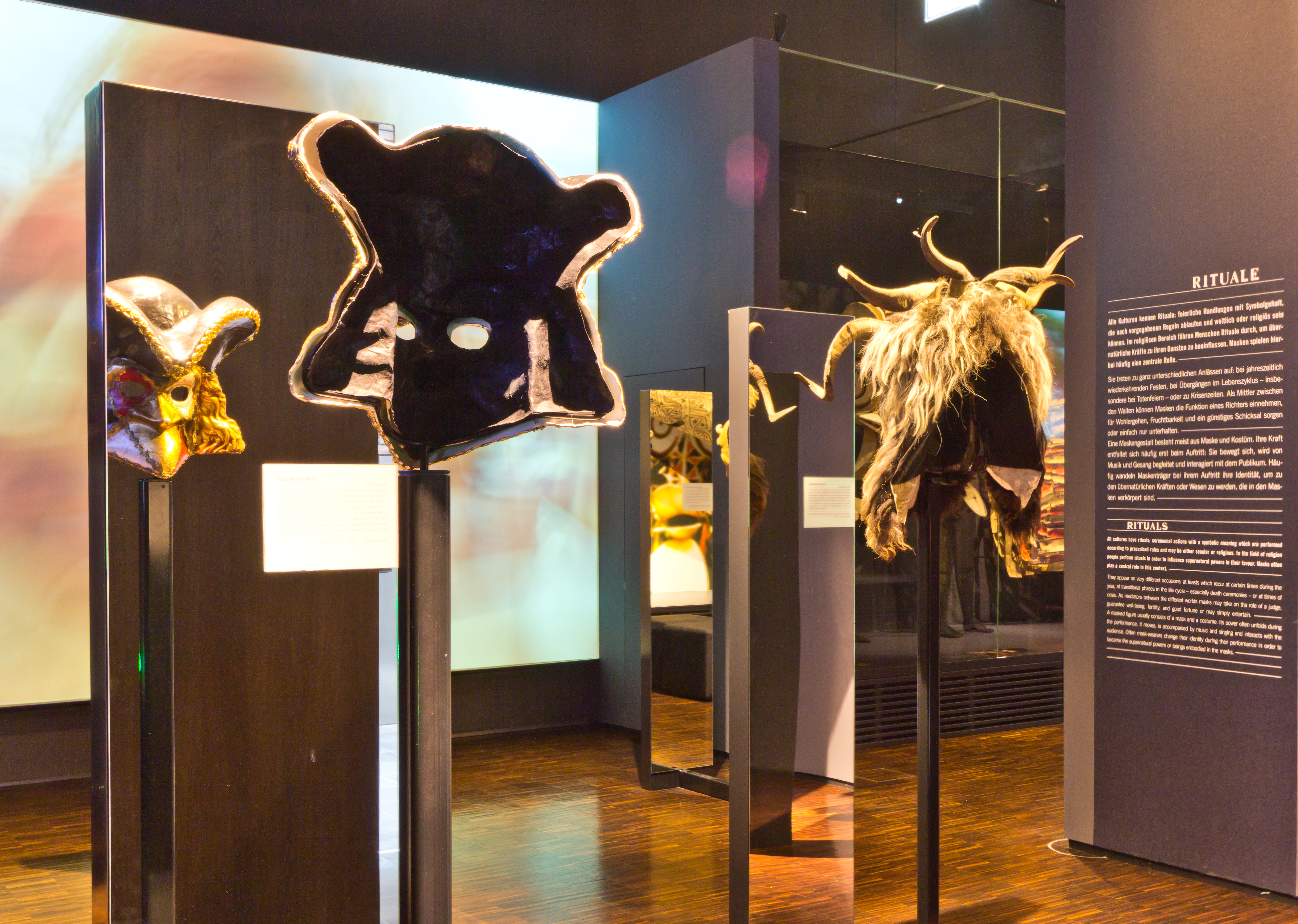
Thema des Raumes: ZwischenWelten: Rituale – Maskenvielfalt

- Das Wahrzeichen und größte Exponat des Museums ist ein über 7,50 m hoher, prächtig verzierter Reisspeicher (ca. 1935) aus Sulawesi, Indonesien, der im Foyer des Gebäudes originalgetreu wieder aufgebaut wurde.[6]

Einstimmung: Musik
- Gamelan-Orchester aus Zentraljava, Indonesien, Anfang 20. Jahrhundert[7]

Ansichtssachen?!: Kunst
- Figur einer Gottheit dinonga eidu, Nukuoro, Karolinen, 19. Jahrhundert
- Skulpturen minsereh, Mende, Sierra Leone, 19. Jahrhundert
- Aufsatzmaske magbo, Yoruba, Nigeria, 19. Jahrhundert
- Stelenfragment, Piedras Negras, Guatemala, Maya-Spätklassik, 662 n. Chr.
- Skulptur, Dogon, Tintam-Region, Mali, 15.–17. Jahrhundert
- Statue einer Gottheit, Emroin, Babar, Babar-Archipel, Indonesien, 19. Jahrhundert
- Figur eines Gefesselten, vermutlich Jaina, Campeche, Mexiko, Maya-Spätklassik, 500–800 n. Chr.
- Opfergestell mit weiblicher Ahnenfigur luli, Luhuleli, Leti, Indonesien, 19. Jahrhundert

Lebensräume – Lebensformen: Wohnen
- Tuareg-Zelt, Niger, 2. Hälfte 20. Jahrhundert
- Männerhaus, Atsj, Zentral-Asmat, Westneuguinea, 2. Hälfte 20. Jahrhundert

Der Körper als Bühne: Kleidung und Schmuck
- Hochzeitsschmuck für eine Braut, Kabylen, Maghreb, Algerien, 19. Jahrhundert
- Federmantel ʻahu ʻula,[8] Hawaii, Polynesien, vor 1824

Der inszenierte Abschied: Tod und Jenseits
- Porträtgefäß, Moche IV, Peru, ca. 4. Jahrhundert n. Chr.
- Lendentuch, Chimú, Peru, ca. 1300–1370 n. Chr.
- Totenboot der Māori, Bay of Plenty, Nordinsel Neuseelands, vor 1840
- Zwillingsfiguren ibeji, Yoruba, Nigeria, Anfang 20. Jahrhundert

Vielfalt des Glaubens: Religionen
- Votivtafel mit stehendem Buddha, Mon, Pegu-Reich, Myanmar, 7.–9. Jahrhundert
- Elfköpfiger Bodhisattva Avalokiteshvara, Tibet, Südtibet, China, 15./16. Jahrhundert
- Stehender Gott Shiva, Kambodscha, Angkor-Periode, 2. Hälfte 9. Jahrhundert

Zwischenwelten: Rituale
- Maske tapuanu, Mortlock-Inseln, Zentrale Karolinen, um 1900
- Maske der achtzehn Krankheitsdämonen Daha Ata Sanni Yaku, Südwestküste, Sri Lanka, Ende 19. Jahrhundert
- Quetzalcoatl-Ehecatl, Zentralmexiko, Azteken, ca. 1480–1519 n. Chr.

Interventionen
- CONVERSATIONS, von Nando Nkrumah, 2020
- STAGEAWEAR, 2022
- B/OR/DER ST/OR/IES, 2023

## Benin-Bronzen

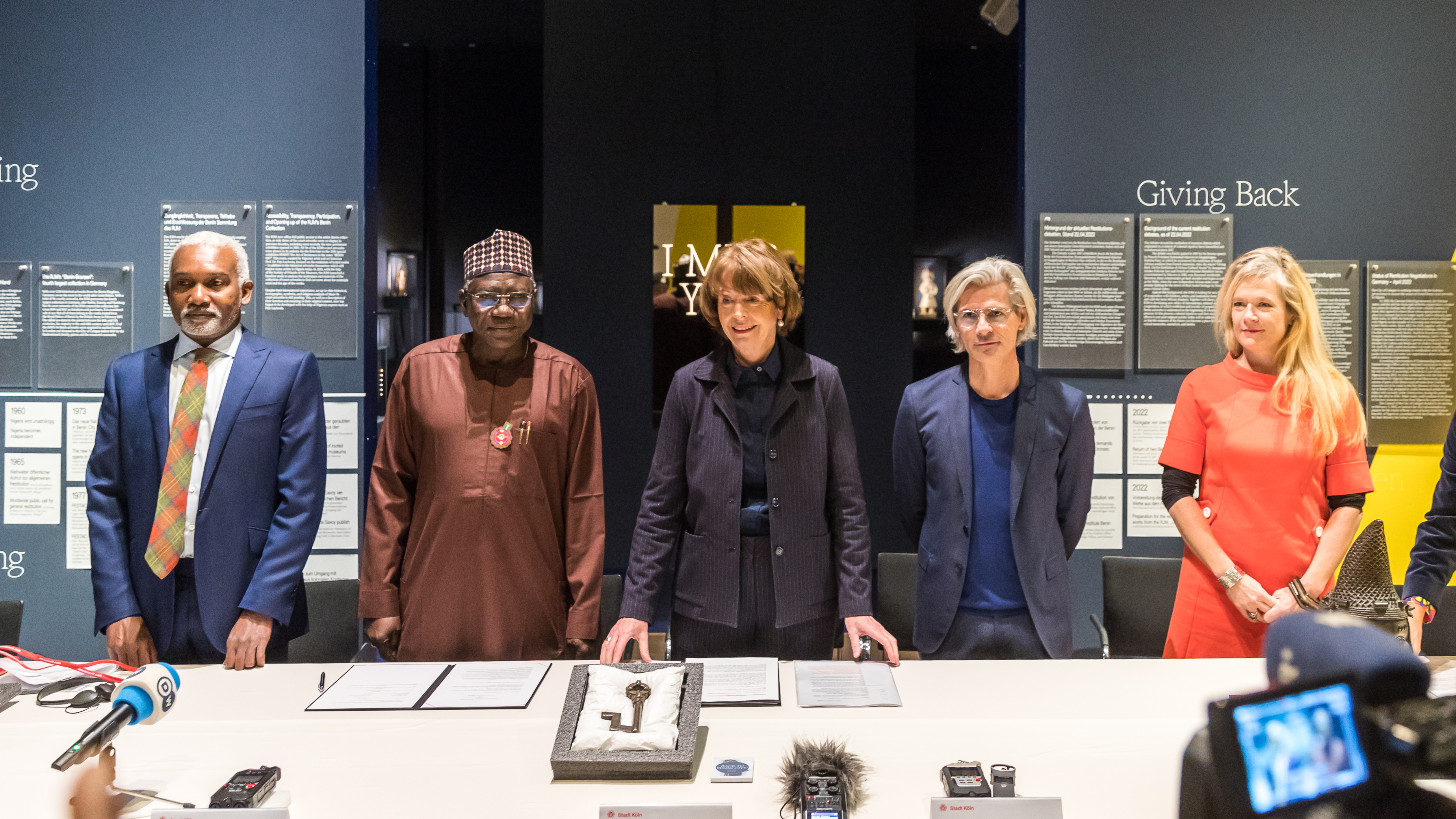
Unterzeichnung der Vereinbarung zur Eigentumsübertragung der Benin-Bronzen der Stadt Köln an Nigeria am 15. Dezember 2022

Im Februar 1897 raubte die britische Armee schätzungsweise 3.000 bis 5.000 Kunstwerke aus dem Königspalast von Benin (im heutigen Bundesstaat Edo in Nigeria). Die Objekte wurden danach in Museen weltweit verstreut; das Rautenstrauch-Joest-Museum erhielt 92 (oder 96) Werke höfischer Kunst zwischen 1899 und 1967 im Rahmen von 15 Schenkungen und Ankäufen. 2022 gab Köln die Kunstwerke zurück.

## Bibliothek
Das Museum verfügt über eine Präsenzbibliothek, die der Öffentlichkeit zugänglich ist. Diese umfasst 40.000 Monografien und Fachzeitschriften, unter denen sich die wissenschaftliche Literatursammlung der 2004 verstorbenen Gründerin des Malaiologischen Apparats der Universität zu Köln, Irene Hilgers-Hesse, befindet. Die Deutsch-Indonesische Gesellschaft übergab diese der Museumsbibliothek 2008 als Schenkung. Der Bestand zählt rund 1500 Bände vorwiegend indonesischer und malaiischer kulturwissenschaftlicher und belletristischer Werke (in lateinischer und Jawi-Schrift) der 1960er bis 80er Jahre, die sonst in Deutschland größtenteils nicht erhältlich sind.

## Historisches Fotoarchiv
Das historische Fotoarchiv umfasst ungefähr 100.000 Fotografien, unter anderem von Rudolf Oldenburg, Marie Pauline Thorbecke, Georg Küppers-Loosen und Albert Grubauer.

## Sonderausstellungen
| Zeitraum                                | Titel |
| --------------------------------------- | --- |
| 1981                                    | Rausch und Realität, Drogen im Kulturvergleich (Katalog, herausgegeben von Gisela Völger und Karin von Welck, ISBN 3-499-34006-2)    |
| 26. Juli 1985 bis 13. Oktober 1985      | Die Braut – geliebt, verkauft, getauscht, geraubt. Zur Rolle der Frau im Kulturvergleich                                             |
| 11. April 1987 bis 12. Juli 1987        | Gold und Macht – Spanien in der Neuen Welt                                                                                           |
| 25. Juni 1987 bis 31. Dezember 1989     | Ainu – Jäger, Fischer und Sammler in Japans Norden                                                                                   |
| 3. Oktober 1987 bis 4. April 1988       | Pracht und Geheimnis – Kleidung und Schmuck plus aus Palästina und Jordanien                                                         |
| 21. Oktober 1988 bis 26. Februar 1989   | Der Flug des Bumerang – 40.000 Jahre Australier                                                                                      |
| 17. März 1989 bis 24. September 1989    | Tiger-Teppiche aus Tibet |
| 23. März 1990 bis 17. Juni 1990         | Männerbünde – Männerbande: Zur Rolle des Mannes im Kulturvergleich                                                                   |
| 21. Juni 1990 bis 4. November 1990      | Der geraubte Schatten – Zur Geschichte der ethnographischen Photographie im deutschsprachigen Raum                                   |
| 30. November 1990 bis 26. Mai 1991      | Niombo – Der Tote in der Puppe – Begräbnisrituale in Zentralafrika                                                                   |
| 5. Juli 1991 bis 12. Januar 1992        | Batak – mit den Ahnen leben – Menschen in Indonesien                                                                                 |
| 15. Januar 1993 bis 25. Juli 1993       | Leben im russischen Schtetl – Auf den Spuren von An-ski.                                                                             |
| 10. September 1993 bis 24. Juli 1994    | Die anderen Götter – Volks- und Stammesbronzen aus Indien                                                                            |
| 18. Februar 1994 bis 23. Mai 1994       | Die Welt der Maya – Archäologische Schätze aus drei Jahrtausenden                                                                    |
| 6. Mai 1994 bis 20. Juni 1994           | Kammerspiel für Völkerkunde – Objekte schlagen zurück: Eine Kunstinstallation von Peter Pick                                         |
| 30. September 1994 bis 5. Juni 1995     | Federarbeiten der Indianer Südamerikas – Aus der Studiensammlung Horst Antes                                                         |
| 19. Januar 1995 bis 7. Mai 1995         | Bilder aus dem Paradies – Koloniale Fotografie aus Samoa 1875–1925                                                                   |
| 15. September 1995 bis 21. Oktober 1995 | Walter Spies – Maler und Musiker auf Bali                                                                                            |
| 25. April 1996 bis 31. August 1997      | Wer hat die Kokosnuß …? Die Kokospalme – Baum der tausend Möglichkeiten                                                              |
| 21. März 1997 bis 10. August 1997       | Afrikanische Kunst – Die Sammlung Arman                                                                                              |
| 25. November 1997 bis 8. März 1998      | Sie und Er – Frauenmacht und Männerherrschaft im Kulturvergleich                                                                     |
| 1. Juni 1999 bis 26. September 1999     | Soly Cissé – Neue Kunst aus dem Senegal.                                                                                             |
| 13. August 1999 bis 31. Januar 2001     | Kunst der Welt |
| 22. Oktober 1999 bis 30. Januar 2000    | Tatau – Tätowierungen aus Polynesien                                                                                                 |
| 22. Juni 2000 bis 8. Oktober 2000       | Von Fürstenhöfen und Sultanspalästen, Sammlung Galerie Smend                                                                         |
| 22. Oktober 2000 bis 14. Januar 2001    | Amouzou Glikpa – Neue Kunst aus Togo                                                                                                 |
| 9. März 2001 bis 29. Juli 2001          | Söhne und Töchter der Wolken – Vertreibung und Exil in der Westsahara                                                                |
| 12. August 2001 bis 28. Oktober 2001    | Zwischen Tradition und Moderne – Junge Künstler aus Indonesien                                                                       |
| 17. Dezember 2001 bis 9. November 2003  | Faszination Orient – Max von Oppenheim – Forscher, Sammler, Diplomat                                                                 |
| 11. Oktober 2002 bis 26. Februar 2003   | Faszination Afrika – Schätze aus dem Rautenstrauch-Joest-Museum.                                                                     |
| 21. Februar 2003 bis 18. Mai 2003       | Leben in Westafrika |
| 19. Oktober 2003 bis 25. Januar 2004    | Sexualität und Tod: AIDS in der zeitgenössischen afrikanischen Kunst                                                                 |
| 7. März 2004 bis 3. Oktober 2004        | Namibia – Deutschland: Eine geteilte Geschichte                                                                                      |
| 13. Februar 2005 bis 2. Oktober 2005    | Buddhisten – Jainas – Hindus: Auf der Suche nach dem Gottesbild                                                                      |
| 25. September 2005 bis 26. März 2006    | „Urformen der Kunst“: Fotografien Karl Blossfeldts und außereuropäische Kunst – Eine Ausstellung von 1926 in neuem Licht             |
| 7. August 2005 bis 13. Januar 2008      | Eine Frage des Glaubens: Religiöse Vielfalt in Köln                                                                                  |
| 2. Juli 2006 bis 16. Januar 2007        | Trance und Heilung – Unbekannte Rituale in Indien                                                                                    |
| 22. April 2007 bis 13. Januar 2008      | Im Schatten der Akazie – Forschung in den Wüsten Afrikas                                                                             |
| 5. November 2010 bis 13. März 2011      | Afropolis. Stadt, Medien, Kunst. |
| 30. April 2011 bis 11. September 2011   | Lawrence von Arabien – Genese eines Mythos                                                                                           |
| 28. April 2013 bis 28. Juli 2013        | Albert Watson: − 14 days in Benin |
| 12. Oktober 2013 bis 27. April 2014     | Made in Oceania: Tapa – Kunst und Lebenswelten                                                                                       |
| 16. Oktober 2015 bis 31. Januar 2016    | Madonna trifft Uma |
| 8. Oktober 2016 bis 9. April 2017       | Pilgern – Sehnsucht nach Glück? |
| 2. Juni 2017 bis 6. August 2017         | Tatort Kambodscha? Einer Fälschung auf der Spur                                                                                      |
| 10. November 2017 bis 4. März 2018      | Wüste – Meer – Schöpfermythen. Aboriginal Art der Spinifex und Yolngu                                                                |
| 16. März 2018 bis 3. Juni 2018          | „Der Wilde schlägt zurück“ – Kolonialzeitliche Europäerdarstellungen der Sammlung Lips (eine Kooperation mit der Universität Siegen) |
| 12. Oktober 2018 bis 24. Februar 2019   | Fast Fashion. Die Schattenseiten der Mode (eine Ausstellung des Museums für Kunst und Gewerbe Hamburg)                               |
| 9. Februar 2019 bis 7. April 2019       | im Blickpunkt: Getting closer. Annäherungen an den Klimawandel in Ostafrika                                                          |
| 7. Juni 2019 bis 22. September 2019     | im Blickpunkt: geschenkt! die Gabe der Diplomatie                                                                                    |
| 27. September 2019 bis 5. Januar 2020   | im Blickpunkt: Delta Welten. Leben im unsteten Wandel                                                                                |
| 11. Oktober 2019 bis 16. Februar 2020   | im Blickpunkt: Heilige und Asketen. Miniaturmalerei der Jaina aus Indien                                                             |
| 1. November 2019 bis 5. Januar 2020     | Intervention in der Dauerausstellung: 500 Jahre Eroberung Lateinamerikas. Kolonialismus und Überlebensstrategien                     |
| 11. September 2019 bis 3. Januar 2021   | Die Schatten der Dinge #1 |

## Museumsdirektoren
Die früheren Museumsdirektoren waren:
- Willy Foy 1901–1925
- Fritz Graebner 1925–1928
- Julius Lips 1928–April 1933
- Andreas Scheller 1933–Juni 1940 (kommissarischer Direktor)
- Martin Heydrich 1940–1945
- Friedrich Wilhelm Funke 1945–1948
- Martin Heydrich 1948–1960
- Willy Fröhlich 1961–1971
- Axel Freiherr von Gagern 1971–1978
- Gisela Völger 1979–2000
- 1. Juli 2000 bis Ende 2018: Klaus Schneider, zugleich Professor am Institut für Ethnologie der Universität zu Köln
- seit 1. Januar 2019: Nanette Jacomijn Snoep

## Förderverein
Die Museumsgesellschaft RJM besteht seit 1901. Sie finanziert Ankäufe, Ausstellungs- und Restaurierungsprojekte. Außerdem unterstützt sie pädagogische Programme, publiziert die wissenschaftliche Reihe „Ethnologica“ und bietet ein vielseitiges Veranstaltungsprogramm an. Ehrenamtliche engagieren sich zudem als Mitarbeiter am Infostand, im Museumsshop und als Führungskräfte.
Ludwig Theodor von Rautenstrauch (1922–2018) hatte vor seiner Mitgliedschaft als Ehrenvorsitzender 50 Jahre den Vorstand der Museumsgesellschaft inne. Die Gesellschaft wird vom ehemaligen RWE-Vorstand Jan Zilius geleitet.

## Auszeichnungen und Ehrungen
Das Museum hat seit der Neueröffnung zahlreiche Preise erhalten wie den Kölner Kulturpreis Kulturereignis des Jahres 2010 und den red dot design award 2011. 2012 wurde das Rautenstrauch-Joest-Museum mit dem Museumspreis des Europarates ausgezeichnet. 2013 wurde das Museum in Dubrovnik in den Excellence Club von Best in Heritage aufgenommen, einer internationalen Plattform der bedeutendsten Museen und Projekte zum kulturellen Erbe.

## Filme
- Rautenstrauch-Joest-Museum Köln (= Museums-Check. Folge 23). Reportage, 30 Min., Moderation: Markus Brock, Produktion: 3sat. Erstausstrahlung: 13. Oktober 2013.[14]